# Emerich Coreth
Emerich Coreth SJ (ur. 10 sierpnia 1919 w Raabs an der Thaya, zm. 1 września 2006 w Innsbrucku) – austriacki filozof i teolog katolicki. Przedstawiciel tomizmu transcendentalizującego.

## Publikacje
- Das dialektische Sein in Hegels Logik. Wiedeń: Herder 1952
- Grundfragen des menschlichen Daseins. Innsbruck; Wiedeń; Monachium: Tyrolia 1956
- Metaphysik: Eine methodisch-systematische Grundlegung. Innsbruck; Wiedeń; Monachium: Tyrolia 1961
- Grundfragen der Hermeneutik: Ein philosophischer Beitrag. Freiburg i. Br.; Bazylea; Wiedeń: Herder 1969
- Was ist der Mensch?: Grundzüge einer philosophischen Anthropologie. Innsbruck, Wiedeń, Monachium: Tyrolia 1973 ISBN 3-7022-1098-9
- zus. m. Harald Schöndorf: Philosophie des 17. und. 18. Jahrhunderts. Stuttgart u.a.: Kohlhammer 1983 ISBN 3-17-008030-X
- zus. m. Peter Ehlen und Josef Schmidt: Philosophie des 19. Jahrhunderts. Stuttgart u.a.: Kohlhammer 1984 ISBN 3-17-008031-8
- Vom Sinn der Freiheit. Innsbruck; Wiedeń: Tyrolia 1985 ISBN 3-7022-1560-3
- zus. m. Peter Ehlen, Gerd Haeffner und Friedo Ricken: Philosophie des 20. Jahrhunderts. Stuttgart u.a.: Kohlhammer 1986 ISBN 3-17-008462-3
- (Hg.): Christliche Philosophie im katholischen Denken des 19. und 20. Jahrhunderts. 3 Bde. Graz; Wiedeń; Köln: Styria 1987-1990
- Grundriss der Metaphysik. Innsbruck; Wiedeń: Tyrolia 1994 ISBN 3-7022-1951-X
- Die Theologische Fakultät Innsbruck: ihre Geschichte und wissenschaftliche Arbeit von den Anfängen bis zur Gegenwart. Leopold-Franzens-Universität Innsbruck 1995 ISBN 3-901249-26-5
- Beiträge zur christlichen Philosophie. Hrsg. von Christian Kanzian. (Bibliogr. E. Coreth S. 409 - 415) Innsbruck; Wiedeń: Tyrolia 1999 ISBN 3-7022-2257-X
- Gott im philosophischen Denken. Stuttgart u.a.: Kohlhammer 2001 ISBN 3-17-016723-5